# Liguilla Pre-Libertadores 1978 (Chile)
La Liguilla Pre-Libertadores 1978 fue la 5º edición de la Liguilla Pre-Libertadores, torneo clasificatorio para la Copa Libertadores de América, organizado por la Asociación Central de Fútbol en la temporada de ese año.
El ganador que clasificó a la Copa Libertadores 1979 fue O'Higgins, que empató 2-2 con Unión Española, en partido de definición con tiempo complementario de 30 minutos, lo favoreció su mejor diferencia de goles al término del torneo 1978, 3 contra 1 de Unión Española.

## Equipos participantes
| Equipo         | Vía de clasificación                              |
| -------------- | ------------------------------------------------- |
| Cobreloa       | Subcampeón de la Primera División de Chile 1978   |
| O'Higgins      | Tercer lugar de la Primera División de Chile 1978 |
| Unión Española | Cuarto lugar de la Primera División de Chile 1978 |
| Everton        | Quinto lugar de la Primera División de Chile 1978 |

## Desarrollo
El torneo se desarrolló con la modalidad de todos contra todos en una sola rueda. Si a su término los equipos ganadores habían igualado en puntos, se disputaba un partido de definición entre ellos, si el cual terminaba empate, se jugaba un complementario de 30 minutos. 

### Primera fecha
| Liguilla Pre-Libertadores 1978 1º fecha; 3 de diciembre de 1978 | Everton   | 1:0 | O'Higgins | Estadio Nacional de Santiago, Santiago                        |                                                               |
|                                                                 | Benzi 10' |     |           | Asistencia: 16.724 espectadores Árbitro(s): Rafael Hormazábal | Asistencia: 16.724 espectadores Árbitro(s): Rafael Hormazábal |

| Liguilla Pre-Libertadores 1978 1º fecha; 3 de diciembre de 1978 | Unión Española           | 2:1 | Cobreloa   | Estadio Nacional de Santiago, Santiago                        |                                                               |
|                                                                 | Véliz 20' · González 90' |     | 70' Concha | Asistencia: 16.724 espectadores Árbitro(s): Rafael Hormazábal | Asistencia: 16.724 espectadores Árbitro(s): Rafael Hormazábal |

### Segunda fecha
| Liguilla Pre-Libertadores 1978 2º fecha; 7 de diciembre de 1978 | O'Higgins                   | 2:1 | Cobreloa         | Estadio Nacional de Santiago, Santiago                    |                                                           |
|                                                                 | Guajardo 29' · Droguett 46' |     | 35' (pen.) Yávar | Asistencia: 12.402 espectadores Árbitro(s): Gastón Castro | Asistencia: 12.402 espectadores Árbitro(s): Gastón Castro |

| Liguilla Pre-Libertadores 1978 2º fecha; 7 de diciembre de 1978 | Unión Española               | 2:0 | Everton | Estadio Nacional de Santiago, Santiago                 |                                                        |
|                                                                 | Palacios 26' · Las Heras 90' |     |         | Asistencia: 12.402 espectadores Árbitro(s): Mario Lira | Asistencia: 12.402 espectadores Árbitro(s): Mario Lira |

### Tercera fecha
| Liguilla Pre-Libertadores 1978 3º fecha; 10 de diciembre de 1978 | Cobreloa         | 1:1 | Everton     | Estadio Nacional de Santiago, Santiago                       |                                                              |
|                                                                  | Sorace 46' (ag.) |     | 56' Ahumada | Asistencia: 14.999 espectadores Árbitro(s): Alberto Martínez | Asistencia: 14.999 espectadores Árbitro(s): Alberto Martínez |

| Liguilla Pre-Libertadores 1978 3º fecha; 10 de diciembre de 1978 | O'Higgins  | 1:0 | Unión Española | Estadio Nacional de Santiago, Santiago                     |                                                            |
|                                                                  | Vargas 79' |     |                | Asistencia: 14.999 espectadores Árbitro(s): Néstor Mondría | Asistencia: 14.999 espectadores Árbitro(s): Néstor Mondría |

## Tabla de posiciones
| Pos | Equipo         | PJ | PG | PE | PP | GF | GC | Dif | Pts |
| --- | -------------- | -- | -- | -- | -- | -- | -- | --- | --- |
| 1   | Unión Española | 3  | 2  | 0  | 1  | 4  | 2  | 2   | 4   |
| 2   | O'Higgins      | 3  | 2  | 0  | 1  | 3  | 2  | 1   | 4   |
| 3   | Everton        | 3  | 1  | 1  | 1  | 2  | 3  | -1  | 3   |
| 4   | Cobreloa       | 3  | 0  | 1  | 2  | 3  | 5  | -2  | 1   |

Pos = Posición; PJ = Partidos jugados; PG = Partidos ganados; PE = Partidos empatados; PP = Partidos perdidos; GF = Goles a favor; GC = Goles en contra; Dif = Diferencia de gol; Pts = Puntos
|  | Clasifica a la definición de la liguilla |

## Definición
| Liguilla Pre-Libertadores 1978 Definición; 12 de diciembre de 1978                                                                       | O'Higgins                 | 2:2 | Unión Española            | Estadio Nacional, Ñuñoa, Santiago (Chile)              |                                                        |
| | Serrano 24' · Vargas 119' |     | 68' Escobar · 98' Miranda | Asistencia: 20.542 espectadores Árbitro(s): Mario Lira | Asistencia: 20.542 espectadores Árbitro(s): Mario Lira |
| O'Higgins clasifica a la Copa Libertadores 1979, producto de su mejor diferencia de goles en el torneo, + 3 contra +1 de Unión Española. |                           |     |                           |                                                        |                                                        |

## Ganador
|                                         |
| Ganador O'Higgins                       |
| Clasificado a la Copa Libertadores 1979 |